# Dark Mission (Operación cocaína)
Dark Mission (Operación cocaína) (título original: Dark Mission: Flowers of Evil) es una película franco-española de acción y aventura de 1988, dirigida por Jesús Franco, que a su vez la escribió junto a Georges Friedland, musicalizada por Louis Alborado, en la fotografía estuvo Roger Fellous y los protagonistas son Christopher Lee, Christopher Mitchum y Richard Harrison, entre otros. El filme fue realizado por Eurociné y Siodmak P.C., se estrenó el 18 de agosto de 1988.

## Sinopsis
Trata sobre un agente encubierto de la C.I.A. que tiene que ir a Sudamérica para ponerle fin a una organización que comercia drogas.